# Collège Morehouse
Le Collège Morehouse (anglais : Morehouse College) est une université d'arts libéraux, située à Atlanta, en Géorgie, aux États-Unis.

## Historique
L'université a été créée en 1867 par le pasteur baptiste William Jefferson de l'American Baptist Home Mission Society (Églises baptistes américaines USA) et les pasteurs Richard C. Coulter et Edmund Turne, sous le nom d'"Augusta Institute", afin d'offrir une éducation supérieure aux afro-américains qui ne pouvaient partager l'éducation des blancs dans les États du Sud à cause des lois ségrégationnistes. En 1879, elle déménage à Atlanta et prend le nom de Atlanta Baptist Seminary. En 1913, elle prend le nom de Morehouse College, en l'honneur de Henry L. Morehouse, secrétaire de l'American Baptist Home Mission Society.
Pour l'année 2018-2019, elle comptait 2,206 étudiants.
En 2019, lors de la cérémonie de remise des diplômes, l’université a reçu un don de la part de Robert F. Smith, un investisseur afro-américain récipiendaire d’un doctorat honorifique du collège, pour rembourser la dette de 400 étudiants .

## Personnalités liées à l'université

### Étudiants
Morehouse College a eu des élèves célèbres comme Martin Luther King, Spike Lee, Samuel L. Jackson, Edwin Moses, Herman Cain et plus récemment Polow da Don.

### Enseignants et présidents
- Benjamin E. Mays
- John Hope (educator) (en) (président 1906-1936)

## Galerie

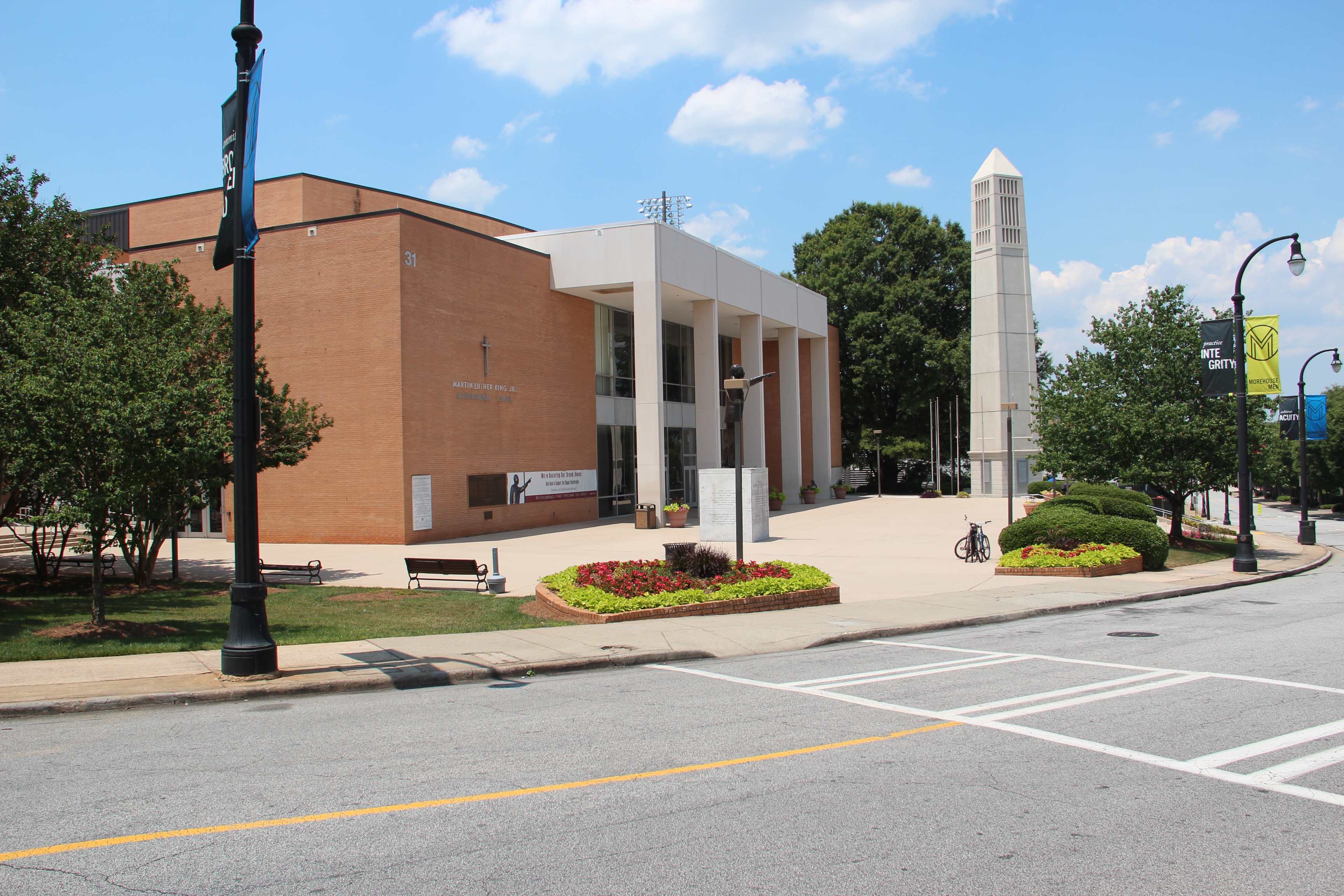
Chapelle internationale Martin Luther King
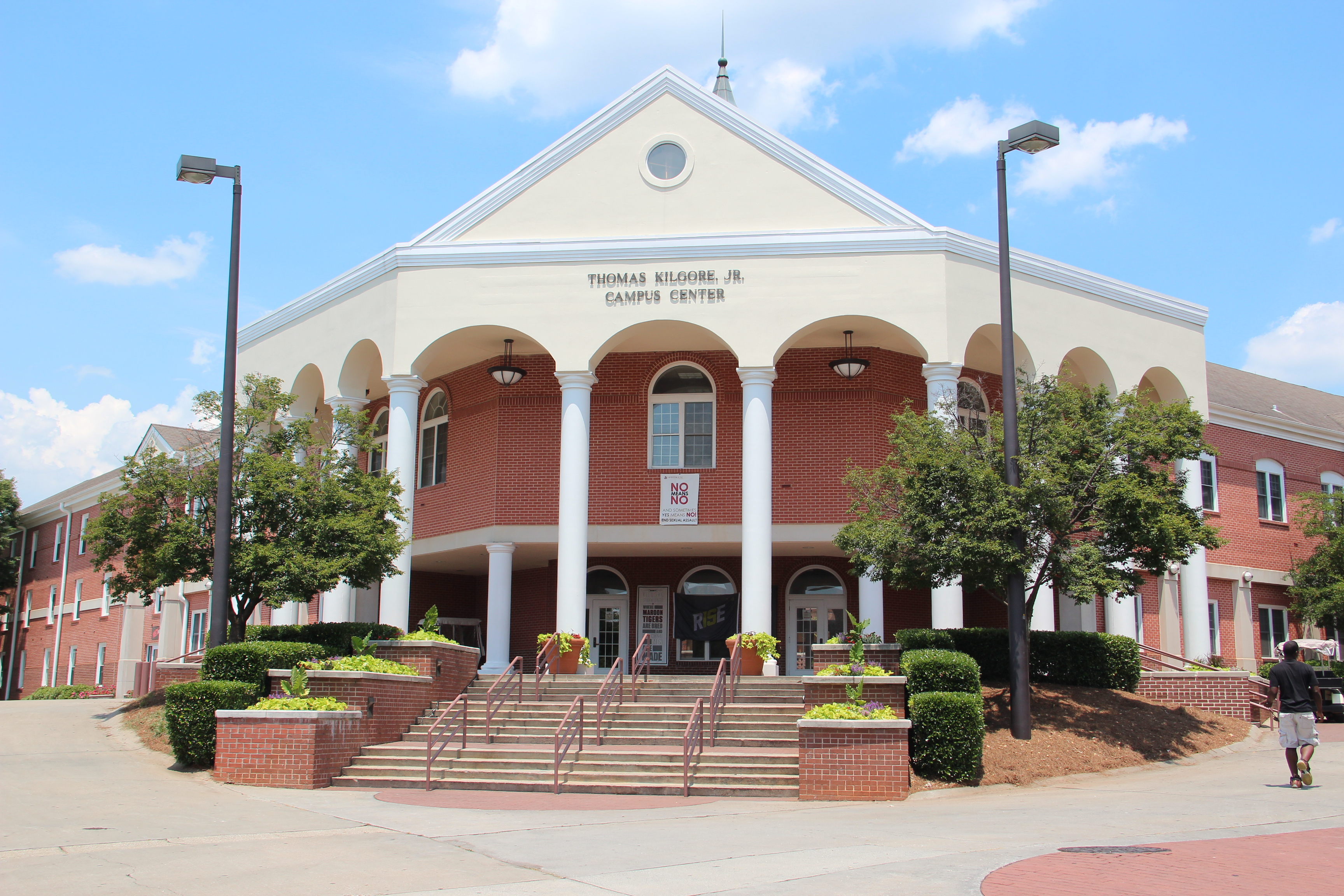
Kilgore Campus Center
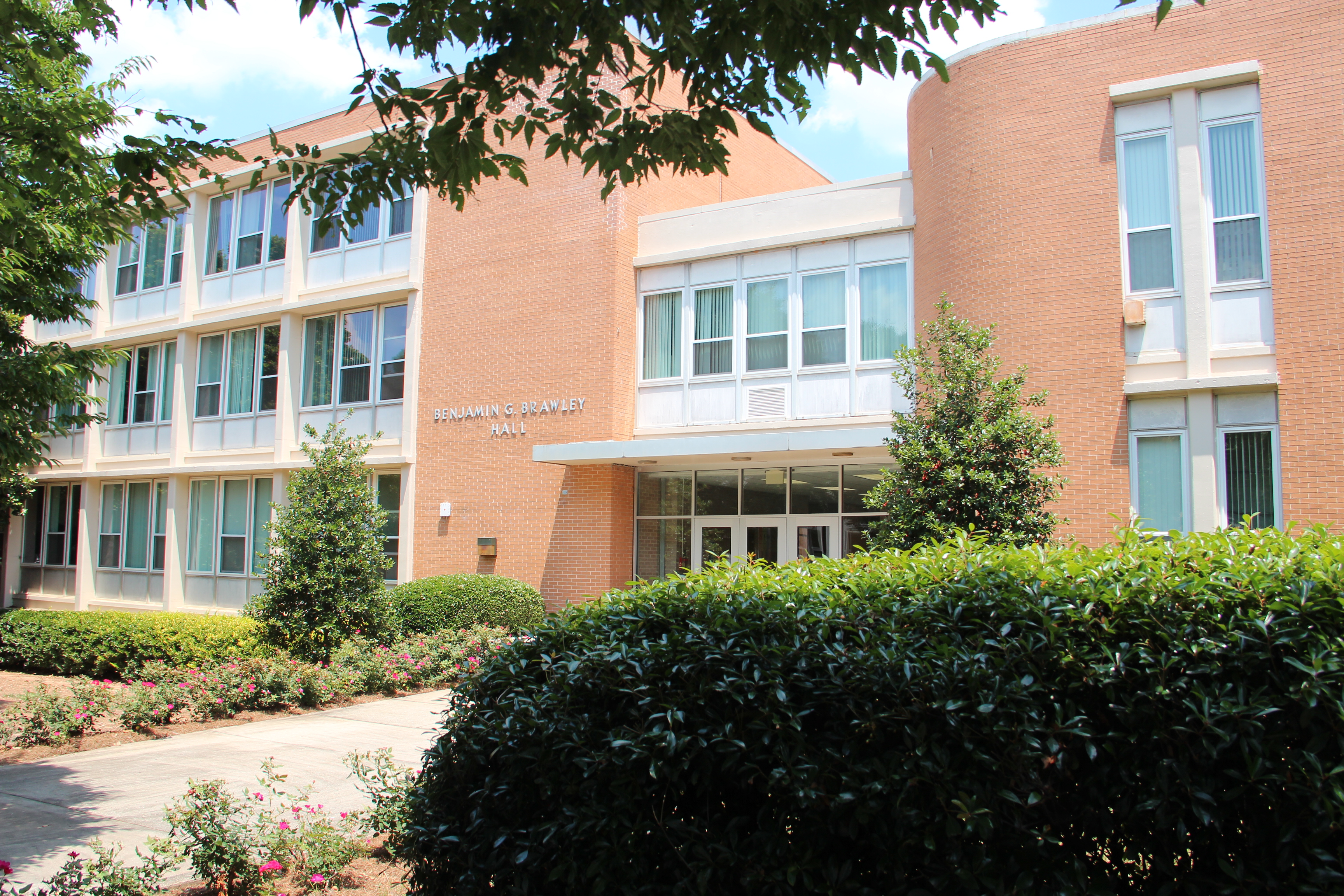
Benjamin G. Brawley Hall
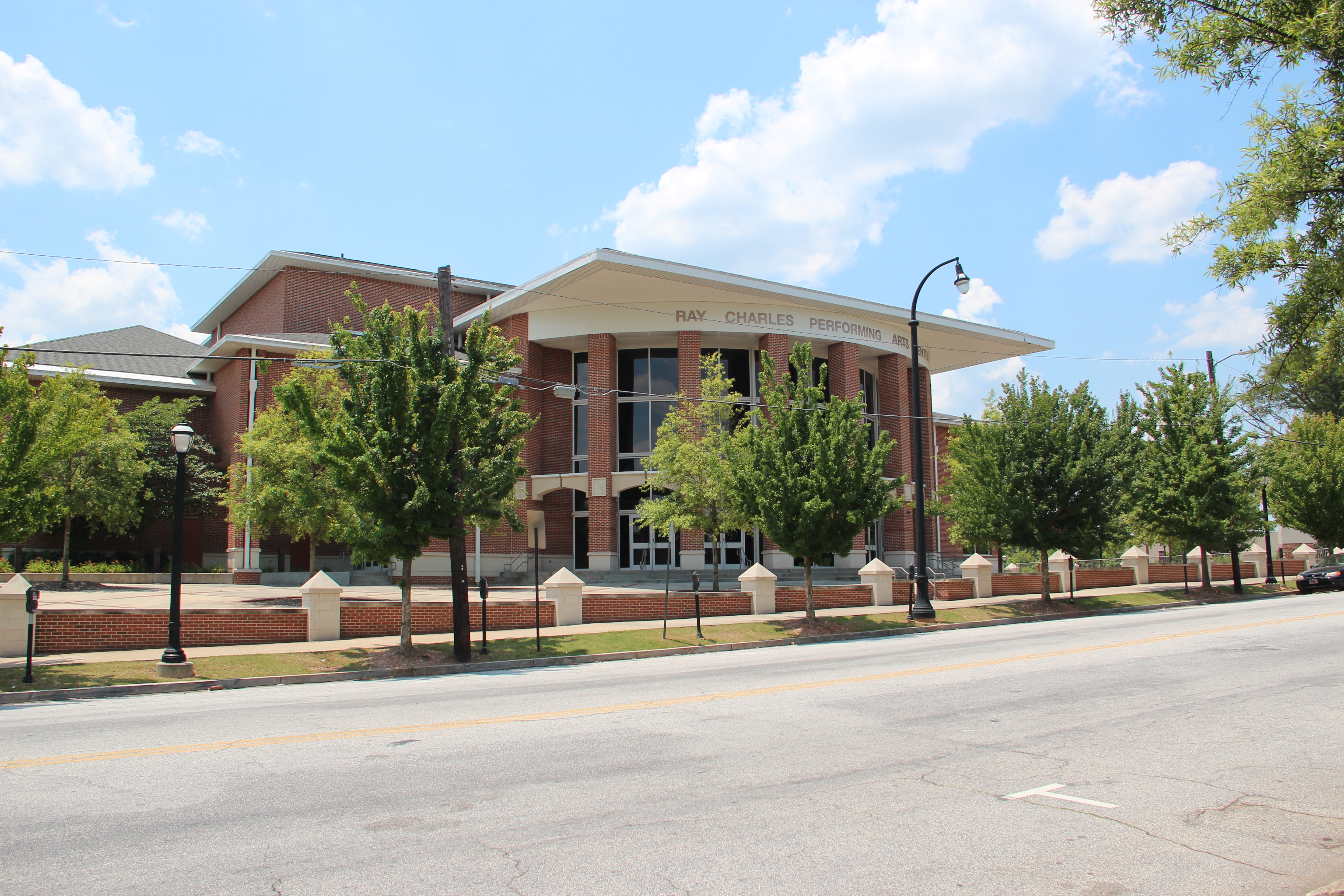
Ray Charles Performing Arts Center
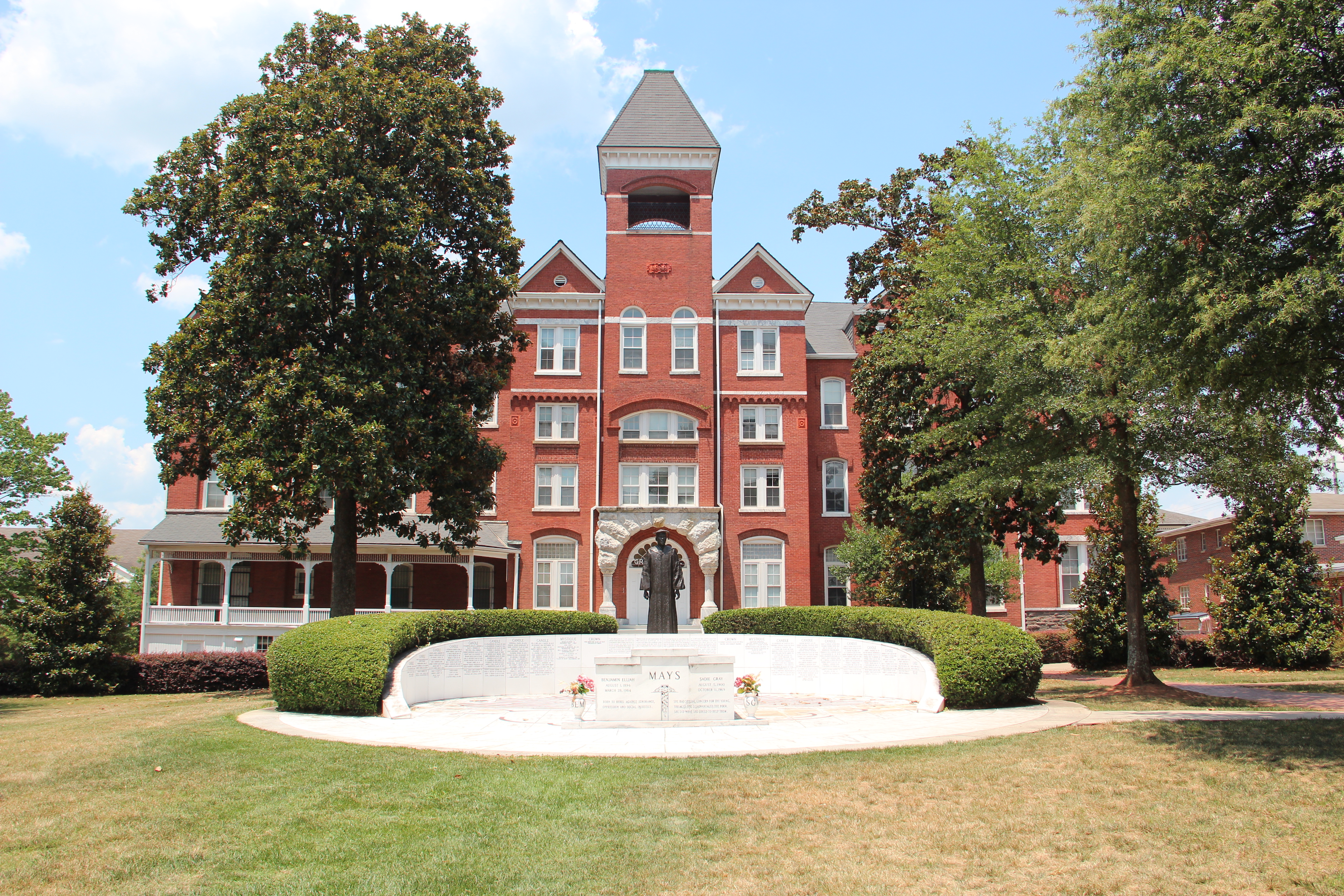
Graves Hall